# Shaquille Pinas
Shaquille Pinas (Róterdam, 19 de marzo de 1998) es un futbolista neerlandés, nacionalizado surinamés, que juega en la demarcación de defensa para el Hammarby IF de la Allsvenskan.

## Selección nacional
Tras jugar en las categorías inferiores de la selección neerlandesa, y tras nacionalizarse suranimés, finalmente hizo su debut con la selección de fútbol de Surinam en un partido de clasificación para la Copa Mundial de Fútbol de 2022 contra las Islas Caimán que finalizó con un resultado de 3-0 tras los goles de Ryan Donk, Gleofilo Vlijter y otro del propio Pinas.

## Clubes
| Club                      | País         | Año       | Partidos | Goles |
| ------------------------- | ------------ | --------- | -------- | ----- |
| FC Dordrecht              | Países Bajos | 2016-2017 | 4        | 0     |
| ADO Den Haag              | Países Bajos | 2017-2021 | 81       | 6     |
| PFC Ludogorets Razgrad II | Bulgaria     | 2021      | 2        | 1     |
| PFC Ludogorets Razgrad    | Bulgaria     | 2021-2022 | 24       | 0     |
| Hammarby IF               | Suecia       | 2022-     | 91       | 6     |

## Palmarés

### Títulos nacionales
| Título                   | Club                   | País     | Año  |
| ------------------------ | ---------------------- | -------- | ---- |
| Primera Liga de Bulgaria | PFC Ludogorets Razgrad | Bulgaria | 2022 |